# Sinatra Swings
Sinatra Swings è un album del crooner statunitense Frank Sinatra, pubblicato nel 1961 dalla Reprise Records.

## Il disco
L'album fu intitolato originariamente Swing Along with Me ma era così simile al titolo del disco precedente, Come Swing with Me che la Capitol Records denunciò Sinatra. La causa la vinse la Capitol, così il cantante dovette cambiare il titolo in Sinatra Swings. Per vendetta, tutti i CD di questo album distribuiti in seguito furono pubblicati con il titolo originale.
L'album fu arrangiato da Billy May: si può riconoscere lo stesso stile di Come Dance with Me! e Come Swing with Me. Alcune canzoni, come Granada, risultano particolarmente ben riuscite dal punto di vista musicale. Sinatra però comincia a sentire gli affanni di una vita passata cantando e a volte la sua voce risulta logorata.

## Tracce

### Lato A
1. Falling in Love with Love - 1:49 - (Hart, Rodgers)
2. The Curse of an Aching Heart - 2:06 - (Fink, Piantadosi)
3. Don't Cry Joe - 3:05 - (Marsala)
4. Please Don't Talk About Me When I'm Gone - 2:56 - (Clare, Stept)
5. Love Walked in - 2:19 - (Gershwin, Gershwin)
6. Granada - 3:38 - (Dodd, Lara)

### Lato B
1. I Never Knew - 2:14 - (Fio Rito, Kahn)
2. Don't Be That Way - 2:41 - (Goodman, Parish, Sampson)
3. Moonlight on the Ganges - 3:18 - (Myers, Wallace)
4. It's a Wonderful World - 2:17 - (Adamson, Savitt, Watson)
5. Have You Met Miss Jones? - 2:30 - (Hart, Rodgers)
6. You're Nobody 'Til Somebody Loves You - 4:09 - (Cavanaugh, Morgan, Stock)

## Musicisti
- Frank Sinatra - voce;
- Billy May - arrangiamenti.